# Даутово (Абзеліловський район)
Дау́тово (рос. Даутово, башк. Дауыт) — присілок у складі Абзеліловського району Башкортостану, Росія. Входить до складу Аскаровської сільської ради.
Населення — 352 особи (2010; 306 в 2002).
Національний склад:
- башкири — 100%